# 千金乡
千金乡，是中华人民共和国辽宁省抚顺市新抚区下辖的一个乡镇级行政单位。

## 行政区划
千金乡下辖以下地区：
荒地村、路家村、英得村、千金村、后邓村、前邓村、唐力村、高家村、郎士村、丁家村和花园村。